# ЕрМИ (команда КВН)
Команда КВН Ереванского медицинского института — первая команда из Армении и Кавказа в возрождённом КВН. Двукратный чемпион Клуба (в сезонах 1992 и 1994).

## История в КВН
Первое появление команды КВН ЕрМИ состоялось на фестивале «КиВиН», прошедшем в Тюмени в январе 1991 года. Команда сразу заявила о своём стиле — «Шоу армянских мужчин» (сокращённо «ШАрМ») с песней «добрый вечер, можно здрасьте, можно просто барев дзез» и шутками об армянском радио, а так же произнесла фразу «КВН — не игра, а образ жизни», ставшую одним из слоганов Клуба. В первой своей игре в Высшей лиге ереванцы обыграли команду ЛФЭИ, и прошли в полуфинал, где их ждал более опытный соперник, чемпион сезона 1987/1988 — НГУ. Эту игру, последнюю перед распадом СССР, ЕрМИ проиграли, и до финала Турнира Десяти в 2000 году эта игра оставалась единственным их проигрышем.
В сезоне 1992 ЕрМИ вновь прошли в полуфинал сезона, и на этот раз его выиграли, обыграв команду Харьковского авиационного института. В финале армянская команда должна была встретиться с азербайджанскими «Парнями из Баку», что было проблематичным, поскольку между двумя странами в то время шла война. Руководство АМиК решило вместо финала провести новогодний концерт с участниками сезона и командой НГУ, на котором было объявлено, что обе команды становятся чемпионами Клуба.
Команда ЕрМИ вернулась на свой третий сезон в Высшей лиге в 1994 году. Завоевав первые места на этапах 1/8-й и четвертьфинала, ереванцы чуть не проиграли полуфинал команде «Ворошиловские стрелки» из Луганска, но в последний момент вырвали ничью благодаря домашнему заданию о памятниках. Финал сезона 1994 проходил на борту турбохода «Максим Горький» во время круиза по Северному морю. На этот раз ЕрМИ выиграли все четыре конкурса (не получив максимум только за разминку), и стали двукратными чемпионами Высшей лиги.
В 2000 году ЕрМИ стали одной из команд-ветеранов, приглашённых на Турнир Десяти. В полуфинале они встретились с командой «Дрим тим», с которой до этого в Высшей лиге не встречались ни разу, и обыграли её. Финал сезона, в котором участвовали победители пяти полуфиналов, закончился победой команды «Парни из Баку». В конце своего домашнего задания ереванцы сказали «всё, теперь мы зрители», и спустились в зрительный зал, тем самым обозначив, что окончательно уходят из КВН.
Команда КВН ЕрМИ первая в истории КВН спародировала членов жюри. На четвертьфинале 1992 года был показан номер с пародией на Виктора Мережко, Урмаса Отта, Анатолия Лысенко, Леонида Ярмольника и Ярослава Голованова. ЕрМИ также стали первой командой, в которой постоянным участником был ребёнок — Алик Осипян появлялся в выступлениях команды, в основном в музыкальных конкурсах и домашних заданиях, и показывал пародии на политиков (Леонид Брежнев, Михаил Горбачёв) и звёзд эстрады (Филипп Киркоров, Никита Пресняков).

## Состав
- Рафаэл Минасбекян — капитан команды[10][11]
- Рубен Джагинян
- Андрей Тер-Захарян
- Гор Нахапетян[12]
- Рафаел Оганесян
- Арсен Даниелян
- Грант Барсегян
- Марк Сагателян
- Армен Григорян[13]
- Карен Казарян
- Григор Назарян
- Рубен Туманян
- Артур Амирханян
- Армен Епремян
- Армен Акопджанян
- Гагик Буниатян
- Карен Мушегян
- Андраник Азливян
- Тигран Навасардян
- Тигран Вартанян
- Алик Осипян